# Мерешть (комуна)
Мерешть, Мерешті (рум. Merești) — комуна у повіті Харгіта в Румунії. До складу комуни входить єдине село Мерешть.
Комуна розташована на відстані 205 км на північ від Бухареста, 30 км на південний захід від М'єркуря-Чука, 65 км на північ від Брашова.

## Населення
За даними перепису населення 2002 року у комуні проживали 1415 осіб.
Національний склад населення комуни:
| Національність | Кількість осіб | Відсоток |
| -------------- | -------------- | -------- |
| угорці         | 1409           | 99,6%    |
| румуни         | 6              | 0,4%     |

Рідною мовою назвали:
| Мова      | Кількість осіб | Відсоток |
| --------- | -------------- | -------- |
| угорська  | 1409           | 99,6%    |
| румунська | 6              | 0,4%     |

Склад населення комуни за віросповіданням:
| Релігія            | Кількість осіб | Відсоток |
| ------------------ | -------------- | -------- |
| унітарії           | 1168           | 82,5%    |
| римо-католики      | 204            | 14,4%    |
| реформати          | 18             | 1,3%     |
| не релігійні       | 8              | 0,6%     |
| православні        | 6              | 0,4%     |
| баптисти           | 3              | 0,2%     |
| не вказали релігію | 4              | 0,3%     |